# Liste des matchs de l'équipe du Cap-Vert de football par adversaire
Cette liste présente les matchs de l'équipe du Cap-Vert de football par adversaire rencontré.
- Haut – A
- B
- C
- D
- E
- F
- G
- H
- I
- J
- K
- L
- M
- N
- O
- P
- Q
- R
- S
- T
- U
- V
- W
- X
- Y
- Z

## A

### Algérie
| Date          | Lieu           | Match              | Score | Compétition       |
| 9 avril 2000  | Praia Cap-Vert | Cap-Vert - Algérie | 0-0   | Eliminatoires CM  |
| 21 avril 2000 | Alger Algérie  | Algérie - Cap-Vert | 2-0   | Eliminatoires CM  |
| 24 mars 2007  | Alger Algérie  | Algérie - Cap-Vert | 2-0   | Eliminatoires CAN |
| 2 juin 2007   | Praia Cap-Vert | Cap-Vert - Algérie | 2-2   | Eliminatoires CAN |
| 1er juin 2018 | Alger Algérie  | Algérie - Cap-Vert | 2-3   | Match amical      |

Bilan
- Total de matchs disputés : 5
- Victoires de l'équipe du Cap-Vert : 1
- Victoires de l'équipe d'Algérie : 2
- Matchs nuls : 2

### Afrique de sud
| Date             | Lieu                          | Match                      | Score     | Compétition              |
| ---------------- | ----------------------------- | -------------------------- | --------- | ------------------------ |
| 4 Juin 2004      | Port Elizabeth Afrique du Sud | Afrique du Sud - Cap-Vert  | 2-1       | FIFA 2006 Qualification  |
| 3 Juin 2005      | Praia Cap-Vert                | Cap-Vert vs Afrique du Sud | 1-2       | FIFA 2006 Qualification  |
| 19 Janvier 2013  | Johannesburg                  | Afrique du Sud - Cap-Vert  | 0-0       | CAN 2013 (Groupe A)      |
| 1 Septembre 2017 | Praia Cap-Vert                | Cap-Vert vs Afrique du Sud | 2-1       | FIFA 2018 Qualification  |
| 5 Septembre 2017 | Cape Town                     | Afrique du Sud - Cap-Vert  | 1-2       | FIFA 2018 Qualification  |
| 3 Février 2024   | Yamoussoukro                  | Cap-Vert vs Afrique du Sud | 0-0 (1-2) | CAN 2024 (1/4 De Finale) |

### Angola
| Date             | Lieu                          | Match             | Score | Compétition                                 |
| 19 novembre 1988 | Praia Cap-Vert                | Cap-Vert - Angola | 2-3   | Match amical                                |
| 6 juillet 2000   | Praia Cap-Vert                | Cap-Vert - Angola | 1-1   | Match amical                                |
| 17 août 2005     | Lisbonne Portugal             | Angola - Cap-Vert | 2-1   | Match amical                                |
| 27 janvier 2013  | Port Elizabeth Afrique du Sud | Cap-Vert-Angola   | 2-1   | Coupe d’Afrique des Nations 2013 (Groupe A) |
| 16 Nov 2023      | Praia Cap-Vert                | Cap-Vert - Angola | 0-0   | FIFA 2026 Qualification                     |
| 24 Mars 2025     | Luanda                        | Angola - Cap-Vert |       | FIFA 2026 Qualification                     |

Bilan
- Total de matchs disputés : 5
- Victoires de l'équipe d'Angola : 2
- Victoires de l'équipe du Cap-Vert : 1
- Match nul : 2

### Egypte
| 22 Janvier 2024 | Abidjan | Cap-Vert - Egypte | 2-2 | CAN 2024 |
| --------------- | ------- | ----------------- | --- | -------- |

## GHANA
| Date             | Lieu    | Match              | Score | Compétition                   |
| ---------------- | ------- | ------------------ | ----- | ----------------------------- |
| 4 Septembre 2004 | Accra   | Ghana - Cap-Vert - | 2-0   | qualification FIFA 2006       |
| 7 Octobre 2005   | Praia   | Cap-Vert - Ghana   | 0-4   | qualification FIFA 2006       |
| 2 Février 2013   | Accra   | Ghana - Cap-Vert   | 2-0   | CAN 2013 ( Quarts de finale ) |
| 14 Janvier 2024  | Abidjan | Ghana - Cap-Vert   | 1-2   | CAN 2024 ( Groupe B )         |

### Maurice
| Date         | Lieu              | Match              | Score | Compétition                        |
| 15 juin 2008 | Curepipe, Maurice | Maurice - Cap-Vert | 0-1   | Qualifications Coupe du monde 2010 |
| 22 juin 2008 | Praia, Cap-Vert   | Cap-Vert - Maurice | 3-1   | Qualifications Coupe du monde 2010 |

Bilan
- Total de matchs disputés : 2
- Victoires de l'équipe de Maurice : 0
- Victoires de l'équipe du Cap-Vert : 2
- Matchs nuls : 0

### Mauritanie
| Date             | Lieu                  | Match                  | Score | Compétition                    |
| ---------------- | --------------------- | ---------------------- | ----- | ------------------------------ |
| 5 Septembre 2002 | Nouakchott Mauritanie | Mauritanie - Cap-Vert  | 0-2   | Qualification CAN 2004         |
| 20 Juin 2003     | Praia, Cap-Vert       | Cap-Vert vs Mauritanie | 3-0   | Qualification CAN 2004         |
| 29 Janvier 2024  | Abidjan               | Cap-Vert vs Mauritanie | 1-0   | CAN 2024 (Huitièmes de finale) |

### Mozambique
| Date             | Lieu    | Match                 | Score | Compétition            |
| ---------------- | ------- | --------------------- | ----- | ---------------------- |
| 11 octobre 2014  | Maputo  | Mozambique - Cap-Vert | 2-0   | Qualification CAN 2015 |
| 15 octobre 2014  | Praia   | Cap-Vert - Mozambique | 1-0   | Qualification CAN 2015 |
| 18 novembre 2019 | Praia   | Cap-Vert - Mozambique | 2-2   | Qualification CAN 2019 |
| 30 Mars 2021     | Maputo  | Mozambique - Cap-Vert | 0-1   | Qualification CAN 2021 |
| 19 Janvier 2024  | Abidjan | Cap-Vert - Mozambique | 3-0   | CAN 2024 ( Groupe B )  |

## P

### Portugal
| Date        | Lieu             | Match               | Score | Compétition  |
| 27 mai 2006 | Évora Portugal   | Portugal - Cap-Vert | 4-1   | Match amical |
| 24 mai 2010 | Covilha Portugal | Portugal - Cap-Vert | 0-0   | Match amical |

Bilan
- Total de matchs disputés : 2
- Victoires de l'Équipe du Portugal : 1
- Matches nuls : 1
- Victoires de l'Équipe du Cap-Vert : 0

## S

### Sierra Leone

#### Confrontations
Confrontations entre la Sierra Leone et le Cap-Vert :
|    | Date             | Lieu       | Match                   | Score           | Compétition                                                      |
| -- | ---------------- | ---------- | ----------------------- | --------------- | ---------------------------------------------------------------- |
| 1  | 25 juillet 1983  | Nouakchott | Sierra Leone - Cap-Vert | 1-0             | Coupe Amílcar Cabral 1983 (en) (gr. A)                           |
| 2  | 8 février 1984   | Freetown   | Sierra Leone - Cap-Vert | 2-0             | Coupe Amílcar Cabral 1984 (en) (gr. A)                           |
| 3  | 13 février 1985  | Banjul     | Sierra Leone - Cap-Vert | 2-2             | Coupe Amílcar Cabral 1985 (en) (gr. A)                           |
| 4  | 27 février 1987  | Conakry    | Sierra Leone - Cap-Vert | 2-0             | Coupe Amílcar Cabral 1987 (en) (gr. B)                           |
| 5  | 3 juin 1989      | Bamako     | Cap-Vert - Sierra Leone | 1-0             | Coupe Amílcar Cabral 1989 (en) (match pour la 3e place)          |
| 6  | 30 novembre 1991 | Dakar      | Cap-Vert - Sierra Leone | 0-0 (tab : 5-4) | Coupe Amílcar Cabral 1991 (demi-finale)                          |
| 7  | 25 novembre 1995 | Nouakchott | Sierra Leone - Cap-Vert | 2-0             | Coupe Amílcar Cabral 1995 (en) (demi-finale)                     |
| 8  | 6 mai 2000       | Praia      | Cap-Vert - Sierra Leone | 1-0             | Coupe Amílcar Cabral 2000 (gr. A)                                |
| 9  | 2 juin 2012      | Freetown   | Sierra Leone - Cap-Vert | 2-1             | Éliminatoires de la Coupe du monde 2014 : zone Afrique, groupe B |
| 10 | 15 juin 2013     | Praia      | Cap-Vert - Sierra Leone | 1-0             | Éliminatoires de la Coupe du monde 2014 : zone Afrique, groupe B |

#### Bilan
Au 22 avril 2019 :
- Total de matchs disputés : 10
- Victoires de la Sierra Leone : 5
- Matchs nuls : 2
- Victoires du Cap-Vert : 2
- Total de buts marqués par la Sierra Leone : 1
- Total de buts marqués par le Cap-Vert : 4